# Петербайлісит
Петербайлісит (англ. peterbaylissite) — мінерал класу карбонатів.

## Загальний опис
Хімічна формула: Hg3(CO3)(OH)∙2H2O. Містить (%): Hg — 84,19; H — 0,71; C — 1,68; O — 13,43. зустрічається у вигляді ксеноморфних кристалів. Сингонія ромбічна. Твердість 4-5. Густина 7,14. Колір чорний, темно-коричневий. Риса темно-коричнева. Непрозорий. Блиск металевий. Спайність відсутня. Рідкісний вторинний мінерал ртутних родовищ у силікатно-карбонатних породах, який утворюється в асоціації з феромагнезитом, метацинабаритом, кіновар’ю, кварцом. Осн.знахідки: ртутне родовище Клір-Крік, Каліфорнія, США (Clear Creek mercury mine, California, USA). Названий на честь мінералога Петера Байліса (Dr. Peter Bayliss).